# ONE I-Klasse
Die ULCS-Containerschiffe der ONE I-Klasse werden in Langzeitchartern von der Reederei Ocean Network Express (ONE) eingesetzt.

## Geschichte
Die sechs Einheiten umfassende Baureihe wurde im Jahr 2020 vom japanischen Schiffseigner, Schiffbau- und Finanzierungshaus Shoei Kisen Kaisha in Auftrag gegeben, von dem die Schiffe in Langzeitchartern an ONE vermietet werden. Der Bau der Serie wird auf Werften des Schiffbaukonzerns Nihon Shipyard Group durchgeführt. Vier Schiffe werden von Imabari Shipbuilding, zwei weitere von Japan Marine United (JMU) gebaut, wobei das Typschiff der Serie, die ONE Infinity bei Imabari Shipbuilding in Marugame entsteht. Alle Schiffe der Klasse werden im Liniendienst zwischen Europa und Ostasien eingesetzt.

## Technik
Schiffbaulich sind die beim Nippon Kaiji Kyōkai klassifizierten Schiffe wie die Mehrzahl der schon in Betrieb befindlichen ULCS-Baureihen ausgelegt. Das Deckshaus ist etwa am Ende des vorderen Schiffsdrittels angeordnet, was einen verbesserten Sichtstrahl und somit eine höhere vordere Decksbeladung ermöglicht, während Schornstein und Maschinenanlage im hinteren Drittel liegen. Vor dem Deckshaus sind sechs 40-Fuß-Bays, dahinter 14 Bays und hinter dem Maschinenaufbau vier weitere Bays angeordnet. Die Bunkertanks sind unterhalb des Aufbaus angeordnet; sie erfüllen die einschlägigen MARPOL-Vorschriften. Die Laderäume der Schiffe werden mit Pontonlukendeckeln verschlossen. Die maximale Containerkapazität wird mit über 24.000 TEU angegeben. Weiterhin sind Anschlüsse für Integral-Kühlcontainer vorhanden. Die Schiffe erhalten ein aerodynamisches Windschild über der Back, dessen Form den Windwiderstand und damit den Kraftstoffverbrauch verringern soll.
Der Antrieb der Schiffe besteht jeweils aus einem Zweitakt-Dieselmotor, der auf einen einzelnen Festpropeller wirkt. Die An- und Ablegemanöver werden durch ein Bugstrahlruder unterstützt.

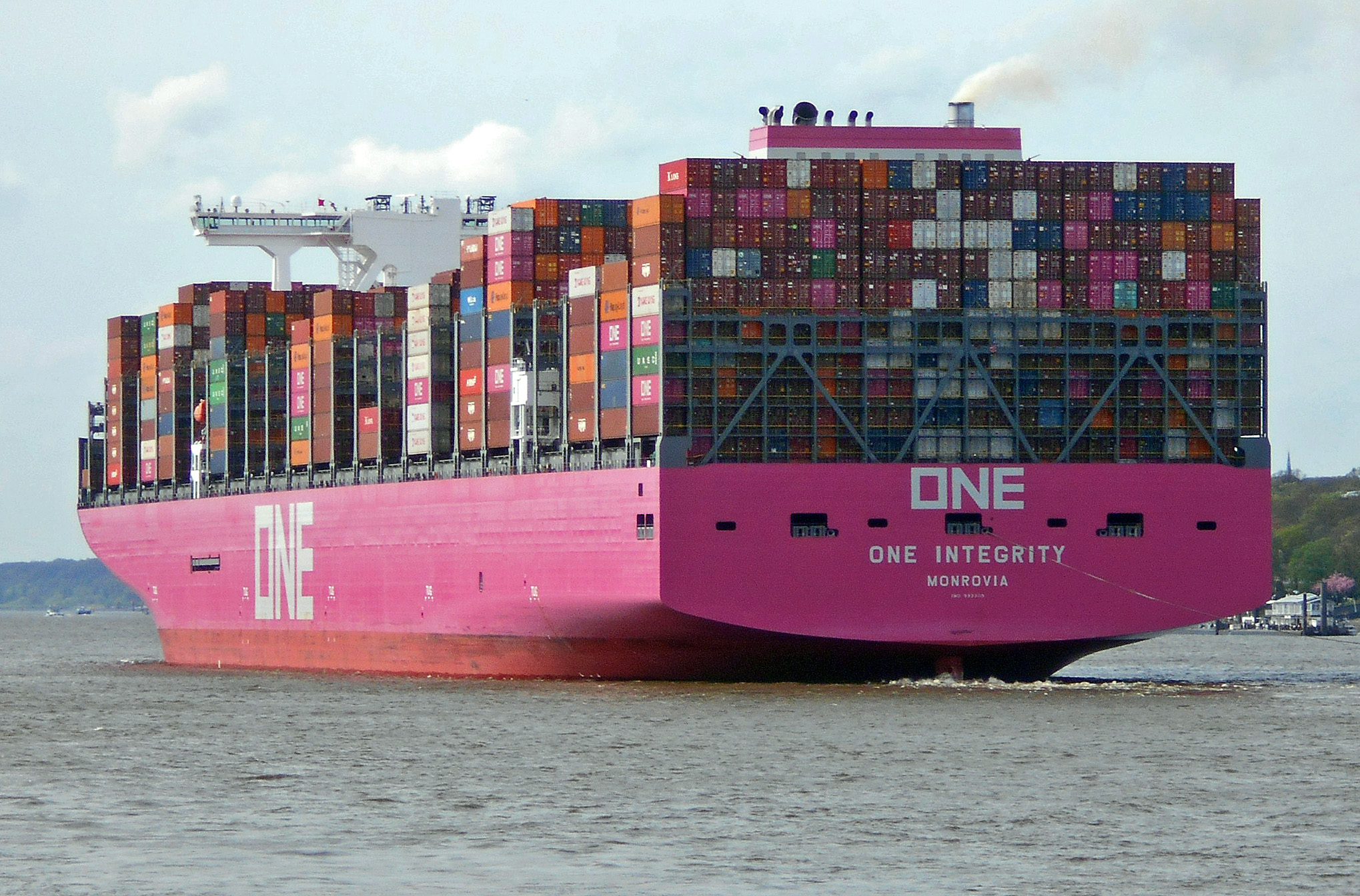
Heckansicht der ONE Integrity (2024)

## Die Schiffe
| ONE I-Klasse     | ONE I-Klasse           | ONE I-Klasse | ONE I-Klasse      | ONE I-Klasse               |
| Bauname          | Bauwerft Baunummer     | IMO- Nummer  | Ablieferung       | Umbenennungen und Verbleib |
| ---------------- | ---------------------- | ------------ | ----------------- | -------------------------- |
| ONE Innovation   | JMU, Kure 5387         | 9939137      | 2. Juni 2023      | in Fahrt                   |
| ONE Infinity     | Imabari, Marugame 1901 | 9933004      | 12. Juli 2023     | in Fahrt                   |
| ONE Integrity    | Imabari, Saijo 8251    | 9933119      | 25. Juli 2023     | in Fahrt                   |
| ONE Ingenuity    | Imabari, Marugame 1902 | 9933016      | 1. Dezember 2023  | in Fahrt                   |
| ONE Inspiration  | JMU, Kure 5388         | 9939149      | 6. Dezember 2023  | in Fahrt                   |
| ONE Intelligence | Imabari, Saijo 8252    | 9933121      | 23. Dezember 2023 | in Fahrt                   |
| Daten: Equasis   |                        |              |                   |                            |